# Dominik Steiner

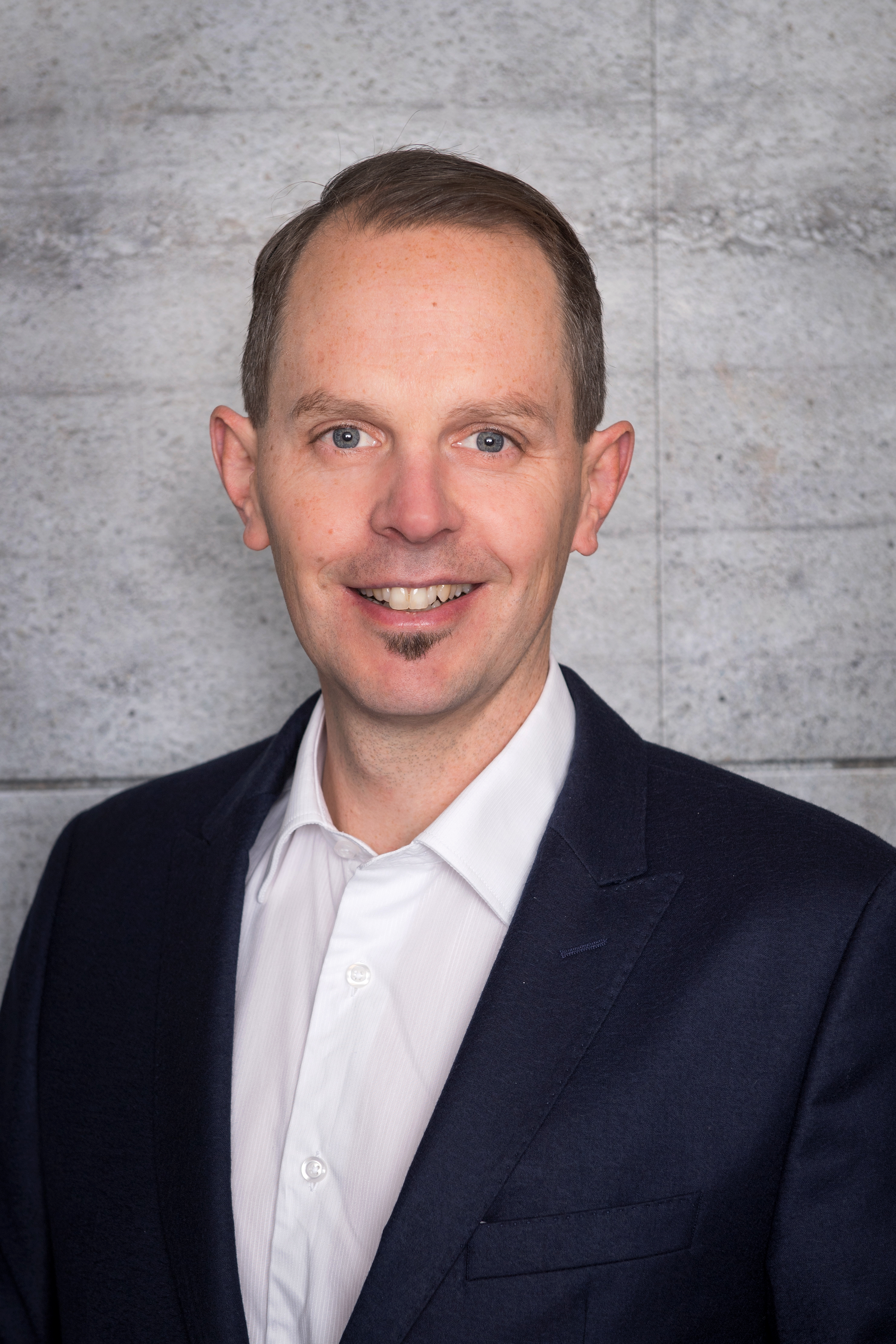
Dominik Steiner (2017)

Dominik Steiner (* 15. Mai 1973 in Ennetbürgen; heimatberechtigt in Meggen) ist ein Schweizer Politiker (FDP.Die Liberalen).

## Leben
Dominik Steiner ist in Ennetbürgen aufgewachsen. Er besuchte die obligatorischen Schulen in Ennetbürgen und absolvierte im Anschluss eine vierjährige Lehre als Elektromechaniker. Von 1997 bis 2000 studierte er Produktionsplanung und Organisationslehre an der TEKO in Luzern, später folgten ein Nachdiplomstudium in Betriebswirtschaft an der SfB und ein Studium als Wirtschaftsinformatiker an der Hochschule Luzern, das er mit dem Executive Master in Business IT abschloss.
Beruflich war Steiner bis 2001 in der Maschinenindustrie tätig, bevor er in die IT-Branche wechselte und als Berater tätig wurde. Ab Januar 2018 war er als Direktor für das Beratungsunternehmen AlfaPeople tätig. Zwischen August 2019 und April 2024 war er beim Schweizer Microsoft-Partner isolutions ag als „Head of Account Management“ für das Wachstum des Bestandeskundengeschäft zuständig. Seit Februar 2025 ist er bei Oracle in der Schweiz als Senior Cloud Executive für die Digitalisierung der öffentlichen Verwaltung tätig.
Nebenberuflich engagiert er sich als Vorstandsmitglied bei der Spitex Nidwalden, dem Hauseigentümer Verband Nidwalden und dem Verein eGov-Schweiz.
Politisch sass Steiner von Juli 2014 bis Juli 2022 in der Schulkommission der Gemeinde Ennetbürgen. Seit Juli 2018 war er für vier Jahre als Landrat des Kantons Nidwalden gewählt und Mitglied der FDP-Fraktion. Anlässlich der Herbstparteiversammlung 2021 der FDP.Die Liberalen Ennetbürgen wurde Steiner als Regierungsratskandidat nominiert. An den Gesamterneuerungswahlen vom 13. März 2022 wurde er im Amt als Landrat bestätigt, jedoch gelang ihm der Einzug in die Regierung von Nidwalden nicht. Im Juni 2022 wählte die FDP-Fraktion Steiner für die Legislatur 2022–2026 zu ihrem Fraktionspräsidenten. An der Juni Session 2025 wurde Steiner einstimmig zum 2. Landratsvizepräsidenten und somit ins Landratsbüro gewählt. Mit diesem Schritt gab er nach drei Jahren das Fraktionspräsidium an Landrat Florian Grendelmeier ab.
Steiner wohnt mit seiner Ehefrau und den beiden gemeinsamen Töchtern in Ennetbürgen.